# 石原嘉人
石原嘉人（いしはら・よしと、1980年- 京都府生まれ）は、日本の建築家。日建設計設計部長。

## 代表作品
- 東京藝術大学国際藝術リソースセンター（IRCA）
- 桐朋学園音楽部門調布キャンパス1号館（2013年 SD Review　SD賞）
- NBF大崎（ソニーシティ大崎、2012年 WAF category winner 2014年 日本建築学会賞作品賞　2014年 BCS賞本賞）